# Ciel de guerre
Ciel de guerre est une revue consacrée à l’histoire de l’aviation.

## Généralités
Ciel de guerre est une revue trimestrielle française consacrée aux grands événements de l’aviation militaire. Apparaissant au mois de juin 2004, elle est publiée alors par TMA Éditions. Depuis le numéro 18 elle est publiée par Artipresse. Le fondateur, José Fernandez, a commis également la publication bimestrielle Air Magazine et la publication trimestrielle Ailes Françaises / L'Encyclopédie.
Chaque numéro décrit des grandes batailles aériennes ou des épisodes de l'histoire de la guerre aérienne. Les périodes visées incluent la Seconde Guerre mondiale et tout ce qui est historique, pouvant aller de la Grande Guerre aux années 1990. Les combats de la guerre des Malouines ont fait l’objet de deux numéros, tout comme la naissance de la force aérienne israélienne.
Ciel de guerre se présente sous la forme d’une revue au format A4 comportant 84 pages illustrées de photos en couleur et noir et blanc sur papier glacé,.

## Journalistes
Le directeur de la rédaction est José Fernandez qui cumule également les fonctions de rédacteur en chef. Le secrétaire de la rédaction est Patrick Laureau.